# Thysanocraspeda inornata
Thysanocraspeda inornata är en fjärilsart som beskrevs av W. Warren 1904. Thysanocraspeda inornata ingår i släktet Thysanocraspeda och familjen Uraniidae. Inga underarter finns listade i Catalogue of Life.